# Trentepohlia curtipennis
Trentepohlia curtipennis är en tvåvingeart som först beskrevs av Paul Gustav Eduard Speiser 1908.
Trentepohlia curtipennis ingår i släktet Trentepohlia och familjen småharkrankar. Inga underarter finns listade i Catalogue of Life.